# Graie

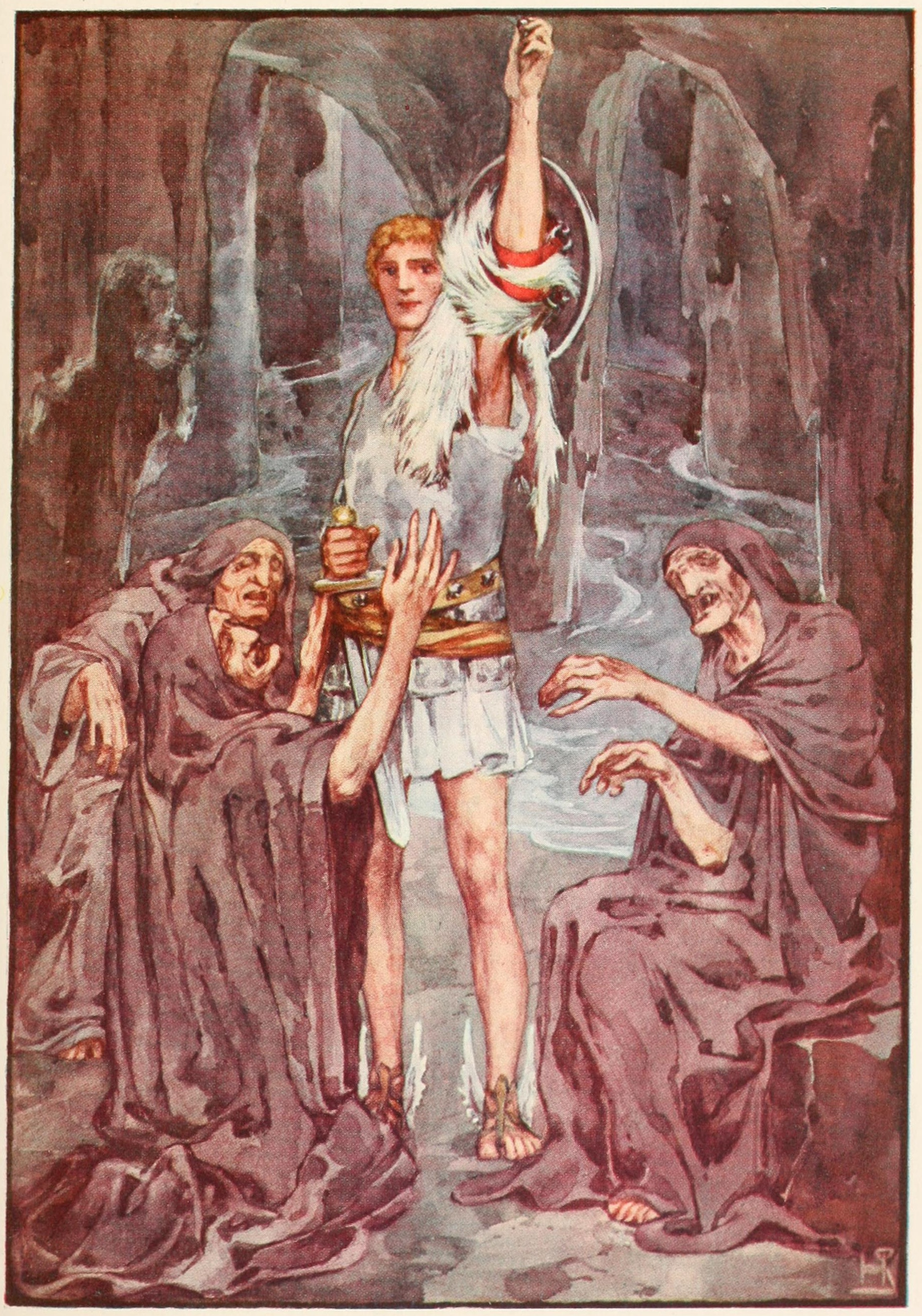
Perseo e le Graie in un'illustrazione di Helen Stratton.

Le Graie (dal greco Γραῖαι, ossia grigie, nel senso di anziane), conosciute anche col nome di Forcidi, nella mitologia greca, erano figlie di Forco e di Ceto e custodivano l'accesso al luogo in cui vivevano le Gòrgoni.

Incarnavano e simboleggiavano i vari momenti della vecchiaia.

## Mitologia
Le Graie non avevano mai vissuto la gioventù ed avevano un solo occhio ed un solo dente in comune, che si passavano continuamente per far sì che una di esse, a turno, restasse sveglia, potendo quindi alimentarsi e vigilare sulle altre due che dormivano.
Esiodo citava solo due nomi (Enio e Penfredo) mentre lo pseudo-Apollodoro aggiunge Deino che Igino nelle Fabulae chiama invece Persis.

Anche Eschilo era d'accordo sia sul numero che con il fatto che possedessero un dente e un occhio, differenziandosi però sull'aspetto poiché per lui erano molto aggraziate e di bellezza simile a quella dei cigni.
Perseo riuscì a rubare loro l'occhio proprio nell'attimo in cui una delle sorelle lo passava a un'altra, e le costrinse a confessare dove si trovassero l'elmo, la bisaccia e i sandali, oggetti a lui indispensabili per uccidere Medusa. Subito dopo la dea Atena gli donò uno scudo lucente e levigato con cui poté vedere il riflesso di Medusa senza guardarla negli occhi (Medusa aveva il potere di pietrificare chiunque incrociasse il suo sguardo). 
Sul destino delle Graie esistono due versioni: secondo la prima l'eroe restituì loro l'occhio dopo l'uccisione di Medusa, mentre per l'altra egli buttò l'occhio in un lago.

## Nella cultura di massa
Le Graie compaiono nel film Scontro tra titani e solo dopo che Perseo minaccia di liberarsi del loro prezioso unico occhio le tre donne rivelano che l'unico modo per uccidere il Kraken è la testa della Gorgone Medusa, che vive al di là del fiume infernale Stige.